# Ever Given
Ever Given es un buque portacontenedores, uno de los más grandes del mundo. El 23 de marzo de 2021, mientras viajaba desde el puerto de Tanjung Pelepas, en Malasia, al puerto de Róterdam, en los Países Bajos, el barco encalló en el canal de Suez, bloqueándolo y causando gran revuelo mediático y alarma económica, al impedir el paso de los demás navíos de cargamento.
El barco es propiedad de Shoei Kisen Kaisha (filial de arrendamiento y arrendamiento de la gran empresa naval japonesa Astillero Imabari), y es fletado y operado por la compañía naviera y de transporte taiwanesa Evergreen Marine. El Ever Given está registrado en Panamá y su gestión técnica es responsabilidad de la empresa alemana de gestión de barcos Bernhard Schulte Shipmanagement (BSM).

## Descripción

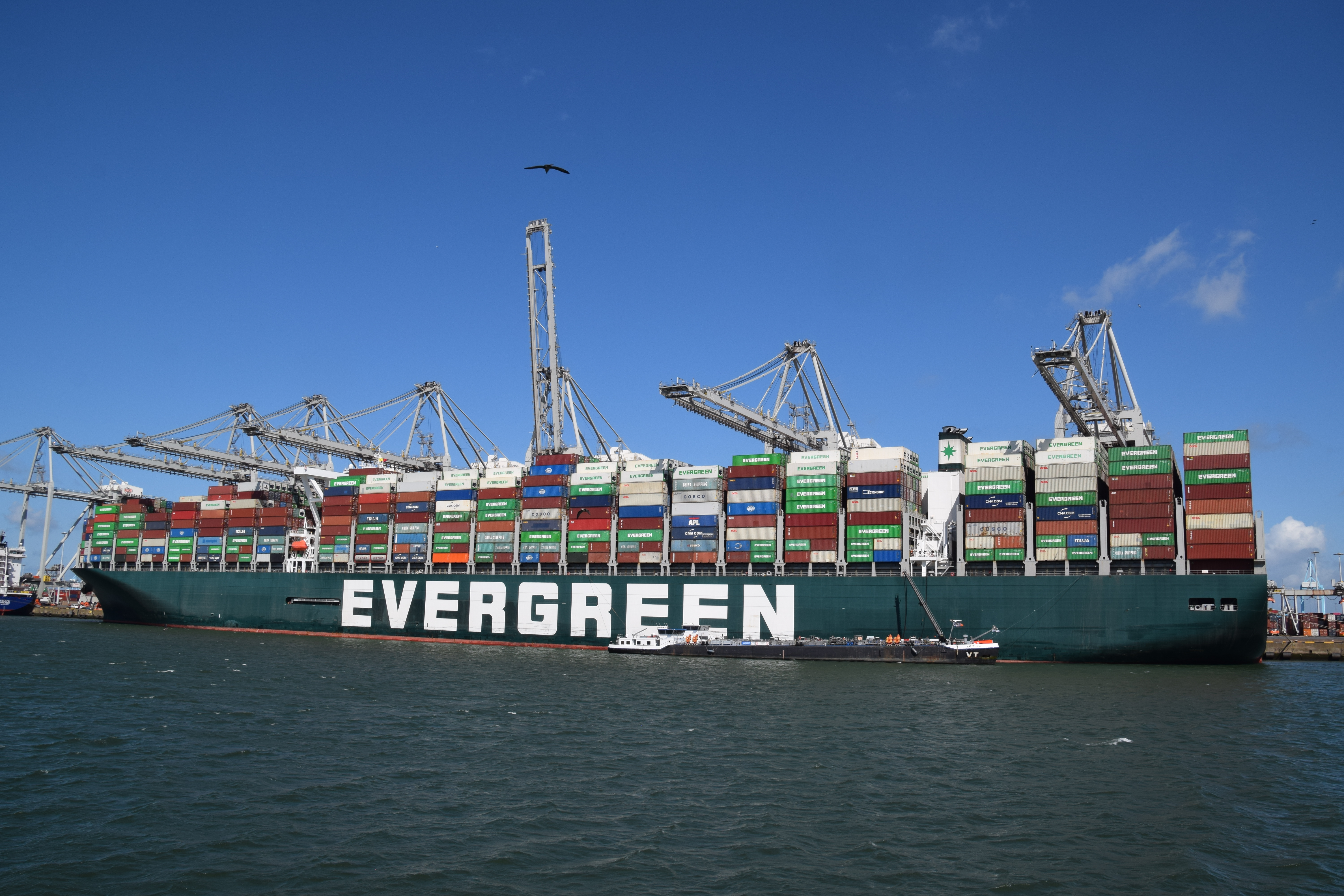
El Ever Given en julio de 2021.

El Ever Given es uno de los 13 barcos portacontenedores construidos según el diseño Imabari 20000 desarrollado por el Astillero Imabari.  Con una eslora de 399,94 metros,  es uno de los barcos más largos en servicio. Su casco tiene una manga de 58,8 metros, una profundidad de 32,9 metros y un calado completo de 14,5 metros. El Ever Given tiene un tonelaje bruto de 220.940; un tonelaje neto de 99.155; y un tonelaje de peso muerto de 199.629 toneladas. La capacidad de contenedores del barco es de 20,124 TEU.
Como la mayoría de grandes portacontenedores, el motor principal es un diésel de dos tiempos de baja velocidad. Se trata de un motor en línea de 11 cilindros fabricado con licencia Mitsui–MAN B&W 11G95ME-C9. Junto con una hélice de paso fijo, tiene una potencia de 59.300 kW (79.500 caballos de vapor) a 79 rpm y da al barco una velocidad de servicio de 22,8 nudos (42,2 km/h; 26,2 mph). El barco también cuenta con cuatro generadores auxiliares de diésel Yanmar 8EY33LW en línea. Para maniobrar en los puertos, el Ever Given tiene dos propulsores de proa de 2.500 kW (3.400 ). 
El nombre "Evergreen" escrito con letras grandes en el casco hace referencia al nombre de la firma taiwanesa que opera el barco, Evergreen Marine.

## Historia operativa

### Colisión de Hamburgo de 2019
El 9 de febrero de 2019, el barco colisionó con un transbordador HADAG de 25 metros, al que dañó severamente, en Blankenese, cerca del puerto de Hamburgo. Dos minutos después de la colisión, se emitió una prohibición del tráfico náutico en el río Elba debido al fuerte viento.

### Accidente en el Canal de Suez de 2021

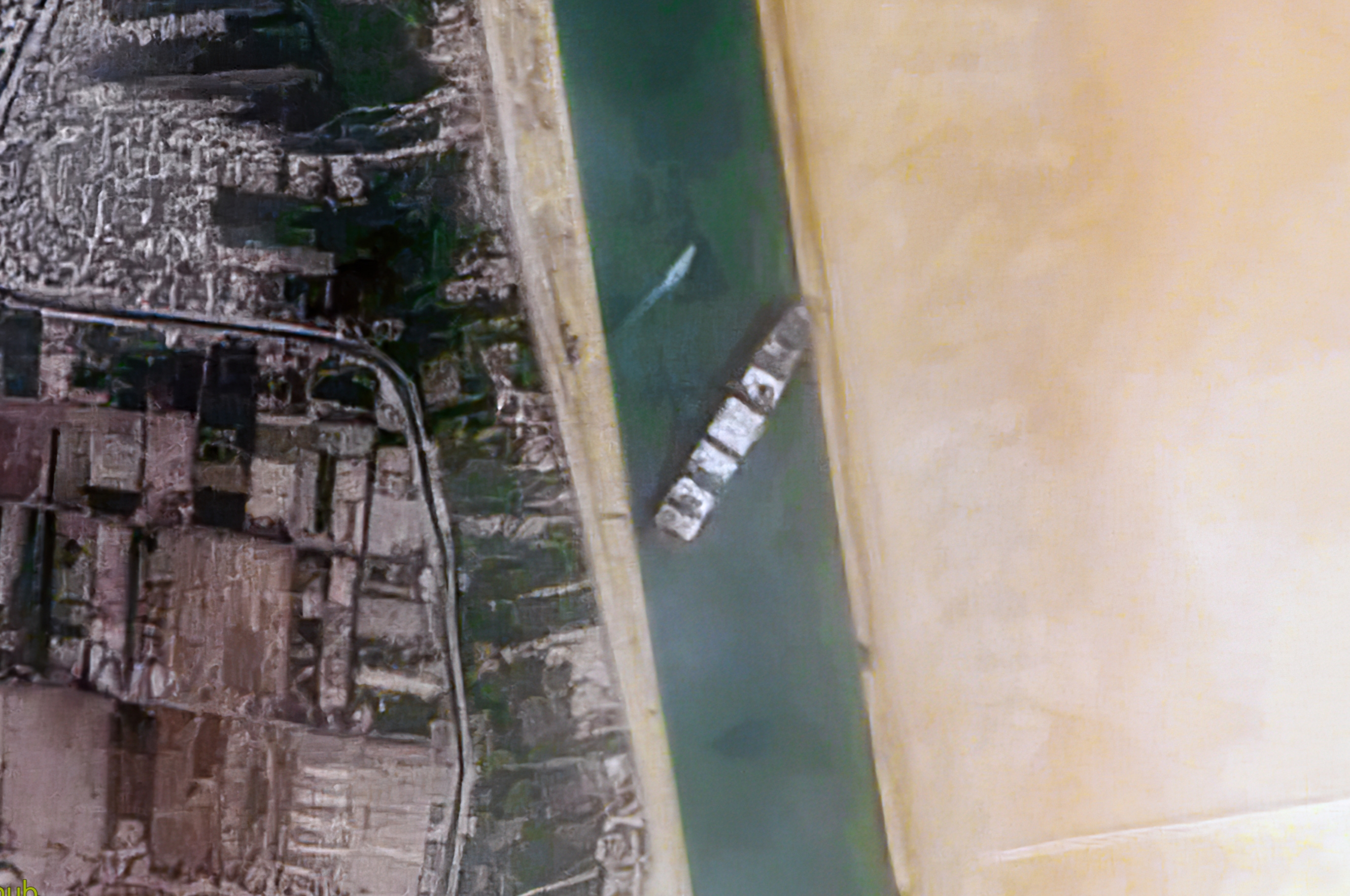
Imagen de satélite del Ever Given bloqueando el canal de Suez.

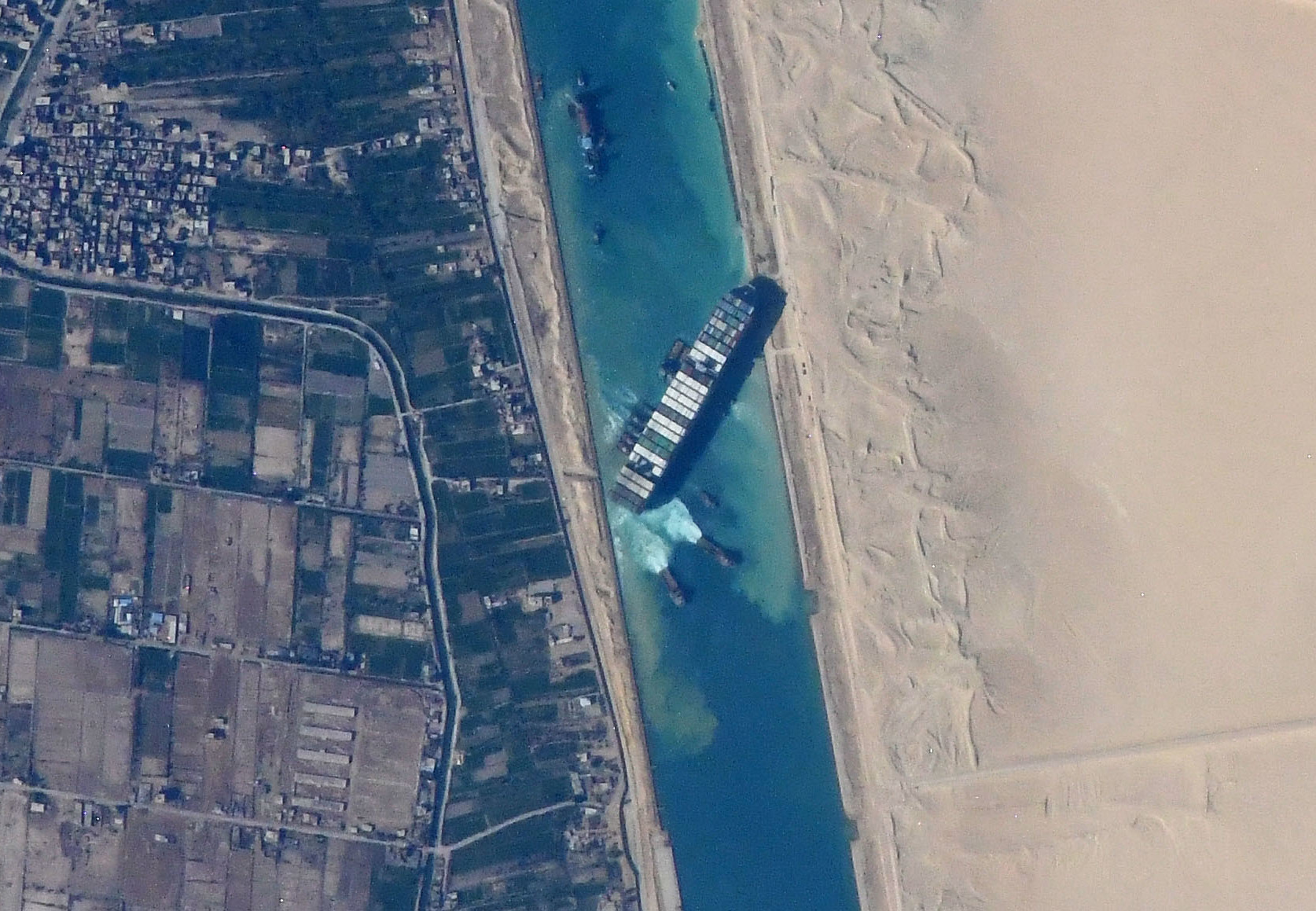
Remolcadores que intentan liberar el barco atascado, visto desde la Estación Espacial Internacional, 27 de marzo de 2021.

El 23 de marzo de 2021 a las 07:40 (UTC+02:00), el barco pasaba por el canal de Suez de camino hacia Róterdam desde Tanjung Pelepas cuando se quedó atrapado cerca del pueblo de Manshiyet Rugola y bloqueó el canal. Según un comunicado de la Autoridad del Canal de Suez, el barco encalló en diagonal después de perder la capacidad de maniobrar en medio de fuertes vientos y una tormenta de polvo. En un comunicado separado, Evergreen Marine dijo que se le había comunicado que el barco se creía que fue golpeado por un fuerte viento repentino, que provocó que el casco se desviara de su trazada por el canal y que accidentalmente tocase el fondo. El barco acabó con la proa encallada en un margen del canal y la popa casi tocando la otra.
El barco era el quinto en un convoy hacia el norte, con quince barcos detrás cuando encalló. El tráfico en ambas direcciones se bloqueó, cosa que provocó un atasco de más de doscientos barcos. El 24 de marzo, Bernhard Schulte Shipmanagement (BSM), la gestora técnica del buque, negó informes anteriores que afirmaban que se había reflotado parcialmente el navío. Expertos en comercio internacional manifestaron su preocupación por el retraso de la cadena de suministro y las tensiones debido al retraso indefinido de los barcos atrapados y otros barcos que tenían previsto cruzar el canal de Suez.
Ocho remolcadores trabajaron para reflotar el barco en colaboración con una excavadora Komatsu que eliminaba la arena del lado del canal donde se encuentra encallada la proa del barco. Después de un descanso nocturno, los trabajos de rescate se retomaron la mañana del 25 de marzo.
El 25 de marzo, se informó de que un funcionario egipcio sin nombre dijo que reflotar el barco tardaría días o semanas. El teniente general Ossama Rabei, jefe de la Autoridad del Canal de Suez, anunció: "El canal de Suez no escatimará ningún esfuerzo para garantizar la restauración de la navegación y servir al movimiento del comercio mundial". BSM y SKK dijeron que los 25 tripulantes estaban bien. Todos los tripulantes son de nacionalidad india y permanecen a bordo. No ha habido "ninguna denuncia de heridos ni de contaminación". Los meteorólogos egipcios informaron que los fuertes vientos y una tormenta de arena habían afectado la zona el día en que encalló, con ráfagas de viento de hasta 50 kilómetros por hora.
Tras varios días de incertidumbre y febriles tareas, el 29 de marzo aprovechando la marea de sicigias lograron desencajar al buque, si bien las tareas no finalizaron sólo con eso y el canal siguió obstruído sin permitir el paso de otros buques.
El 13 de abril, la Autoridad del Canal de Suez anunció que el buque había sido embargado por orden judicial hasta que los propietarios pagaran 900 millones de dólares por daños y perjuicios. El 4 de julio de 2021, el periódico alemán Der Spiegel informó de que el propietario del buque y la Autoridad habían llegado a un acuerdo sobre la indemnización, aunque la cantidad no fue revelada. El buque zarpó finalmente del canal de Suez el 7 de julio para realizar entregas programadas de carga en varios puertos europeos.